# 안찬원
찬원(본명: 안찬원),(한국 한자: 安燦元), 2008년 3월 21일~)은 대한민국의 가수로, 위드어스엔터테인먼트, 소속이며 대한민국의 보이 그룹 더윈드의 리드 보컬을 맡고있다.

## 학력
| 연도 | 학교                 | 학과       | 비고   |
| ---- | -------------------- | ---------- | ------ |
|      | 이천사동중학교       |            | (졸업) |
|      | 한림연예예술고등학교 | 실용음악과 | (졸업) |